# Saturn Aura
Der Saturn Aura war ein Mittelklasse-Fahrzeug der Saturn Corporation, einer Automarke von General Motors. Es basierte auf der GM Epsilon-Plattform und wurde zwischen 2006 und 2010 vornehmlich  in Nordamerika angeboten.

## Übersicht
Der Aura wurde als Konzeptfahrzeug auf der North American International Auto Show im Januar 2005 vorgestellt, gefolgt vom Serienmodell auf der New York Auto Show 2006. Als größte Limousine der Marke Saturn begann die Produktion in Nordamerika im Sommer 2006 für das Modelljahr 2007. Der Aura löste die Saturn L-Serie ab, die nach dem Modelljahr 2005 eingestellt wurde. Obwohl Saturn ursprünglich nicht beabsichtigt hatte, den Namen Aura für das Serienfahrzeug zu verwenden, war die Resonanz auf das Konzeptfahrzeug positiv und der Name wurde beibehalten.
Der Aura war Teil einer Strategie, die Marke Saturn mit neuen Modellen auszustatten, die die Marke profitabel und wettbewerbsfähig gegenüber europäischen Importen machen sollte. Die Reaktion auf den Aura waren überwiegend positiv, sowohl in Bezug auf die Kritiken als auch auf die (anfänglichen) Verkäufe. Der Saturn Aura wurde North American Car of the Year 2007.
Der Aura teilte sich die GM Epsilon-Plattform mit den Modellen Opel Vectra C und Signum, Pontiac G6, Saab 9-3, Chevrolet Malibu sowie dem Fiat Croma. Das Design war vom Vectra abgeleitet und viele Bauteile des europäischen Modells fanden dort Verwendung. Der Aura war nur als viertürige Stufenhecklimousine erhältlich und wurde im Fairfax-Werk in Kansas City, Kansas, gebaut.
Der Aura wurde nach dem Modelljahr 2010 eingestellt, ebenso wie die Marke Saturn selbst - ein Aura der zweiten Generation, der auf dem ersten Insignia basierte, war ursprünglich geplant. Der Insignia wurde später als Buick Regal der fünften Generation verkauft.
Den Aura gab es in den Ausstattungsvarianten XE, XR und Green Line (Hybrid).

## Motoren und Technik
Das zunächst präsentierte Konzeptfahrzeug wurde von einem 3,6-Liter-V6-Ottomotor mit 255 PS (186 kW) in Verbindung mit einem neuentwickelten Sechsgang-Automatikgetriebe angetrieben, das auch im Serienmodell XR zum Einsatz kam. Ebenfalls verfügbar waren ein 3,5-Liter-V6 im XE mit 222 PS (163 kW) und ein 2,4-Liter-Hybrid-Vierzylinder mit 166 PS (122 kW) im Green Line. Später wurde auch noch ein 2,4-Liter Vierzylinder mit 171 PS (126 kW) eingeführt.

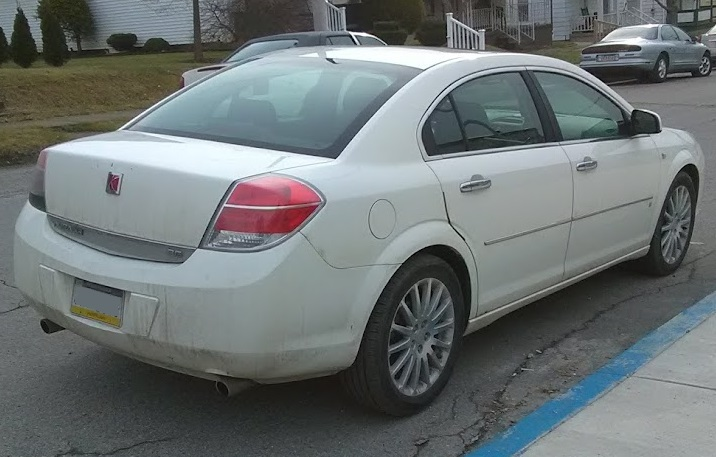
Heckansicht
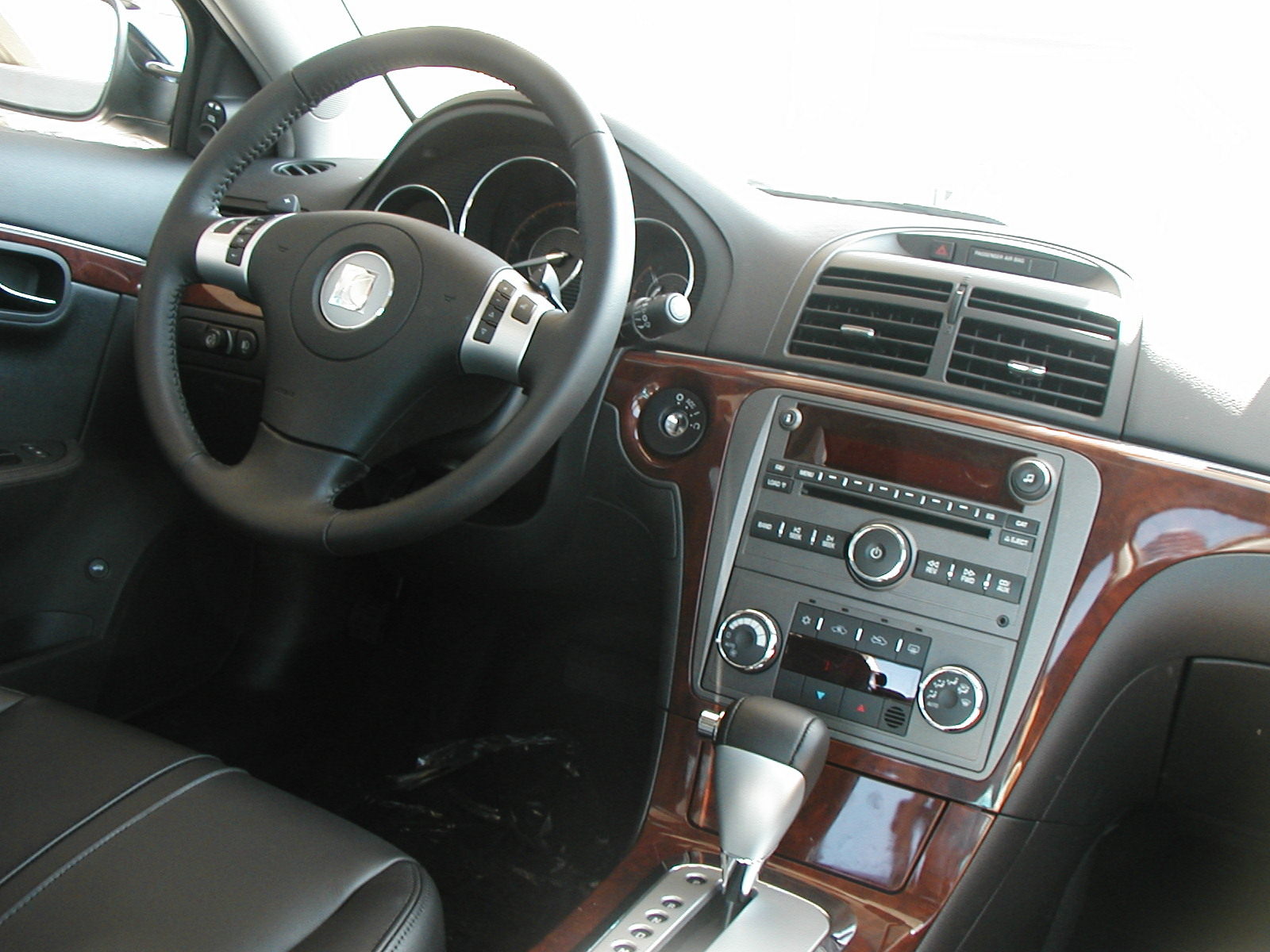
Innenraumansicht